# Наковањ (алат)
Наковањ је приручна алатка. Састоји се од тешког масивног блока стене или метала. Користи се при обради предмета уз помоћ чекића или длета. Наковње су користиле занатилије од касног неолита – ковачи који су обрађивали метал, али је коришћен и много раније, првенстевено за обраду камена.
Наковњи су масивни колико и практични, јер што је њихова инерција већа, то ефикасније проузрокују да се енергија ударних алата пренесе на радни комад. У већини случајева наковањ се користи као алат за ковање. Пре појаве модерне технологије заваривања, био је примарни алат металских радника.

## Типови наковња
Постоје различити типови наковања, у зависности од потреба различитих занатлија. Типичан наковањ металаца има равно лице на којем се обликује метал, мекши задњи део за дељање и рог са предње стране за савијање метала. Неки наковњи имају и реп. Већина наковања из последња два века имају и по две рупе на лицу, које служе за уметање разноразног алата, а понеки и више таквих рупа како би се задовољила потреба за различитим типовима алатки.

## Изглед
Типичан наковањ металских радника са рогом на врху, је био уобичајен призор у ковачницама, али се данас чешће виђа по цртаним филмовима, као на пример у Птици Тркачици где наковањ врло често пада на главу Пери Којоту. 
Наковањ се често спомињао у древним грчким и египатским списима, укључујући ту и радове Хомера (8. век пре Христа). Наковњи су били усавршени током средњег века када је обрада гвожђа била уобичајена пракса. 

## Наковњи и музика
Наковњи су се користили као перкусионистички инструменти у неколико познатих музичких композиција, укључујући Вердијеву (Trovatore) (1853), Вагнерову (Das Rheingold) (1854), тему из филма Терминатор, и комаде Лилија (Lully). Постоје и барем две познате композиције под именом Наковањ полка , једна је од Алберта Парлова (Albert Parlow), а друга од Штрауса (у којој перкусиониста традиционално носи кожну кецељу ковача).

## Веровања
Наковањ је имао посебан карактер култног предмета. Постојало је веровање да наковањ треба да искују девет ковача, ноћу уочи суботе када је пун месец. На наковањ се лепила свећа и пред њим молило Богу, а кадио се тамјаном уочи великих празника! На наковњу се вршило заклињање. Ударањем чекића у наковањ су се истеривале зле силе, док се вода са наковња сматрала лековитом! Постојало је веровање да сваки ковач треба барем једном годишње да лупи чекићем о наковањ да би обновио ланац којим је везан Ђаво. То се најчешће радило пред Божић.

## У популарној култури

### Испаљивање
Испаљивање наковња је пракса испаљивања наковња у ваздух користећи барут. То је било популарно у Калифорнији, источним Сједињеним Државама и јужним Сједињеним Државама, слично томе како се данас користи ватромет. Постоји растуће интересовање за реконструкцију ове „древне традиције“ у САД, која се сада проширила на Енглеску.

### Телевизија и филм
Типичан металски наковањ, са рогом на једном крају и равним лицем на другом, стандардни је реквизит за гегове из стрипова, као оличење тешког и незграпног предмета који је савршен за бацање на антагониста. Ова визуелна метафора је уобичајена, на пример, у кратким филмовима Looney Tunes и Merrie Melodies компаније Варнер Брадерс, попут оних са Вили којотом и Друмским тркачом. Наковњи у цртаним филмовима се такође помињу у епизоди Гилмор Гирлс, где један од главних ликова покушава да води разговор о томе „Где су нестали сви наковњи?“, позивајући се на њихово испадање из употребе у општем обиму. Аниманијаци су се често шалили на ову тему током читаве серије, чак су имали и краљевство по имену Анвиланија, чији су једини национални производ наковњи.

### Музика
У пракси савремени оркестри обично замењују кочиони добош или другу одговарајућу челичну конструкцију коју је лакше подесити него стварни наковањ, иако се по жељи може приказати видљиво убедљив подупирач у облику наковња. У Das Rheingold Вагнер је имао девет малих, шест средњих и три велика наковња, али оркестри ретко могу да приуште инструментацију у таквом обиму.